# Заряженная частица
Заря́женная части́ца — частица, обладающая электрическим зарядом. Заряженными могут быть как элементарные частицы, так составные: атомарные и молекулярные ионы, многоатомные комплексы (кластеры, пылинки, капли). Заряд частиц всегда кратен элементарному заряду (если не учитывать кварковую модель адронов).

## Элементарные частицы
| Класс     | Положительные | Отрицательные |
| --------- | ------------- | ------------- |
| эф i p    | Протон        | Антипротон1)  |
| β-частицы | Позитрон1)    | Электрон      |
|           |               |               |
|           | α-частица     | Электрон      |
| Ионы      | Катион        | Анион         |

1) — античастица; 2) — квазичастица

### Дробный заряд
Дробный заряд имеют частицы, которые поодиночке не встречаются, но совместно образуют другие элементарные частицы.
- Кварк
- Антикварк